# Per Olof Nyström
Per Olof Nyström, född 24 september 1764 i Ystad, död 15 juli 1830 i Karlskrona, var en svensk jurist och psalmdiktare.

## Biografi
Per Olof Nyström föddes 1764 i Ystad. Han var son till befallningsmannen Anders Gabriel Nyström och Anna Maria Kock. Nyström blev 1780 student vid Lunds universitet och avlade 1781 juridisk examen. Han blev därefter auskultant i Svea hovrätt och 1782 extra tjänsteman i sjömilitiekontoret och ett par andra ämbetsverk. Nyström var från 1825 överkommissarie vid Kungliga flottan i Karlskrona och blev 1827 amiralitetskammarråd. Han avled 1830 i Karlskrona.
På fritiden skrev Nyström många dikter, men det mesta brände han upp på äldre dagar. Två av hans psalmer togs dock in i 1819 års psalmbok. En av dem lever vidare och har tagits in i tre psalmböcker på rad, nämligen O Gud, all sannings källa.

### Familj
Nyström var gift med Brita Ulrika Wolyn.

## Psalmer
- 1819 års psalmbok
  - 260. O Gud, all sannings källa[3]
  - 475. Matta öga, trötta sinne[3]